# Latvica
Latvica (izvirno srbsko Латвица) je naselje v Srbiji, ki upravno spada pod Občino Arilje; slednja pa je del Zlatiborskega upravnega okraja.

## Demografija
V naselju živi 278 polnoletnih prebivalcev, pri čemer je njihova povprečna starost 44,8 let (44,8 pri moških in 44,9 pri ženskah). Naselje ima 111 gospodinjstev, pri čemer je povprečno število članov na gospodinjstvo 2,91.
To naselje je popolnoma srbsko (glede na rezultate popisa iz leta 2002), a v času zadnjih treh popisov je opazno zmanjšanje števila prebivalcev.
|  |

| Demografija | Demografija     | Demografija     |
| Leto        | Št. prebivalcev | Št. prebivalcev |
| ----------- | --------------- | --------------- |
|             |                 |                 |
|             |                 |                 |
|             |                 |                 |
|             |                 |                 |
| 1948        | 931             |                 |
| 1953        | 711             |                 |
| 1961        | 645             |                 |
| 1971        | 541             |                 |
| 1981        | 495             |                 |
| 1991        | 364             | 363             |
| 2002        | 323             | 323             |
|             |                 |                 |

| Etnična sestava po popisu iz leta 2002 | Etnična sestava po popisu iz leta 2002 | Etnična sestava po popisu iz leta 2002 | Etnična sestava po popisu iz leta 2002 | Etnična sestava po popisu iz leta 2002 |
| -------------------------------------- | -------------------------------------- | -------------------------------------- | -------------------------------------- | -------------------------------------- |
| Srbi                                   | Srbi                                   |                                        | 323                                    | 100,0%                                 |
| Neznano                                | Neznano                                |                                        | 0                                      | 0,0%                                   |